# Мовилени (Шендрени)
Мовилени (рум. Movileni) насеље је у Румунији у округу Галац у општини Шендрени. Oпштина се налази на надморској висини од 23 m.

## Становништво
Према подацима из 2011. године у насељу је живело 509 становника.